# کماندوها ۲: مردان دلیر
کماندوها ۲: مردان دلیر (به انگلیسی: Commandos 2: Men of Courage) یک بازی ویدئویی به سبک تاکتیک هم‌زمان از مجموعه بازی‌های کماندوها است، که توسط پایرو استودیوز توسعه یافته و به‌وسیلهٔ شرکت آیدوس اینتراکتیو در سال ۲۰۰۱ برای مایکروسافت ویندوز روانه بازار شده است. این بازی دنباله‌ای بر کماندوها: پشت خطوط دشمن و کماندوها: فراتر از ندای وظیفه به‌شمار می‌رود. نسخه کنسول پلی‌استیشن ۲ این بازی در ۲۸ اوت ۲۰۰۲، و ایکس‌باکس در ۱۳ سپتامبر ۲۰۰۲ منتشر شدند. همچنین نسخه مک‌اواس مردان دلیر در سال ۲۰۰۵ توسط فرال اینتراکتیو در کنار کماندوها ۳: مقصد برلین به عنوان قسمتی از بستهٔ نبرد کماندوها عرضه شد. در این قسمت بازیکنان کنترل گروهی از کماندوها را به همراه جوخه‌های مختلف متفقین در دست می‌گیرند و در پشت خطوط دشمن برای انجام مأموریت‌های مختلف در جنگ جهانی دوم، بین سال‌های ۱۹۴۱ تا ۱۹۴۴، به آن‌ها کمک می‌کند تا تلاش‌های جنگی آلمان نازی و ژاپنی‌ها را خنثی کنند. در حالی که نسخه رایانه شخصی بازی با استقبال خوبی روبرو شد، نسخه‌های کنسولی نقدهای ضعیفتری دریافت کردند.
نسخهٔ ارتقاء یافته این بازی تحت عنوان کماندوها ۲ اچ‌دی ریمستر که دارای ویژگی‌هایی نظیر گرافیک و کنترل به‌روزرسانی شده است، توسط توروس گیمز ساخته شده و به‌وسیلهٔ کالیپسو مدیا در ۲۴ ژانویه ۲۰۲۰، برای مایکروسافت ویندوز، ۱۸ سپتامبر ۲۰۲۰، برای کنسول‌های پلی‌استیشن ۴ و ایکس‌باکس وان، و ۴ دسامبر همان سال برای نینتندو سوئیچ در دسترس قرار گرفت.